# Село-при-Моравчах
Село-при-Моравчах (словен. Selo pri Moravčah) — поселення в общині Моравче, Осреднєсловенський регіон, Словенія. 
Висота над рівнем моря: 399,8 м.